# Couepia paraensis
Couepia paraensis är en tvåhjärtbladig växtart som först beskrevs av Carl Friedrich Philipp von Martius och Joseph Gerhard Zuccarini, och fick sitt nu gällande namn av George Bentham. Couepia paraensis ingår i släktet Couepia och familjen Chrysobalanaceae. Inga underarter finns listade i Catalogue of Life.